# القرن 7 ق م

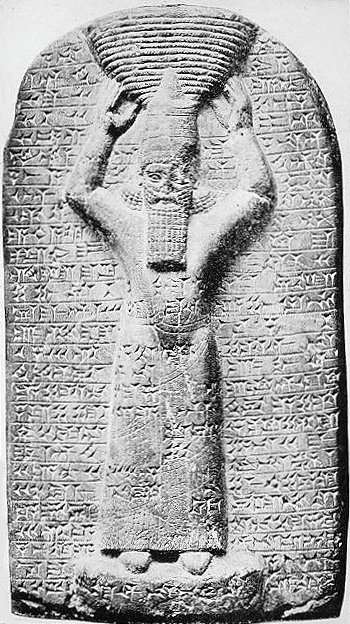
منحوتة لآشور بانيبال في نينوى

القرن السابع قبل الميلاد هو الفترة الممتدة من في اليوم الأول من سنة 700 ق م إلى اليوم الأخير من سنة 601 ق م. في هذا القرن تحكم الإمبراطورية الآشورية قبضتها على الشرق الأوسط حيث يبدأ عصرها الذهبي وعاصمتها نينوى، وخلال حكم آشوربانيبال يقوم ببناء مكتبة آشوربانيبال. لكن ما لبثت هذه الإمبراطورية فتسقط بعد تحالف بين البابليين والميديين أدى لسقوطها، وتنشأ مكانها الإمبراطورية البابلية الثانية في سنة 612 ق م.
من أحداثه تأسيس أسرة باتوس الإغريقية لمدينة قورينا حوالي العام 631 ق م.

## الأحداث
- 699 ق م خولوشو يستلم حكم عيلام بدلاً من شوتير ناخونتي الثاني.
- 696 ق م المهاجرين القبائل الكيميرية المهاجرة تدخل إلى فريجيا وتخربها تبدأ بالدخول إلى أرمينيا.
- 691 ق م سنحاريب ملك آشور يهزم هامبان نيمينا ملك عيلام في معركة حلولة قرب بابل.
- 690 ق م طهرقة يتسلم حكم مصر.
- 689 ق م سنحاريب يقوم بإغراق مدينة بابل بسبب ثورتها ضده.
- 687 ق م منسى يستلم حكم مملكة يهوذا خلفاً لوالده حزقيا.
- 681 ق م آسرحدون يستلم حكم الإمبراطورية الآشورية بعد مقتل والده سنحاريب.
- 677 ق م آسرحدون يقود جيشه لقتال القبائل وثم يوجه نحو مصر.
- 675 ق م آسرحدون يبدأ بإعادة بناء مدينة بابل بعد أن دمرها والده سنحاريب.
- 674 ق م آسرحدون يتمكن من قمع ثورة أشقلون المدعومة من طهارقة حاكم مصر، والآشوريون يتمكنون من الدخول إلى مصر إلا أن طهارقة يقوم بطردهم.
- 673 ق م تولوس هوستيليوس يستلم الحكم في روما.
- 671 ق م آسرحدون حاكم الإمبراطورية الآشورية يعود لغزو مصر ويدخل إلى ممفيس عاصمة مصر ويأسر بعض الأشخاص من الأسرة الحاكمة.
- 669 ق م آشور بانيبال يخلف والده آسرحدون في حكم الإمبراطورية الآشورية.
- 668 ق م شمش شوم اوكين يستلم الحكم في بلاد بابل.
- 668 ق م مصر تثور ضد حكم آشور.
- 668 ق م نينوى عاصمة آشور تصبح أكبر مدينة في العالم.
- 667 ق م اليونانيون من مدينة ميغارا يبنون بيزنطة والتي ستعرف لاحقاً بالقسطنطينية وثم إسطنبول.
- 664 ق م اندلاع أول معركة بحرية عند اليونانيين بين كورنثوس وكورفو.
- 664 ق م آشور بانيبال الثاني حاكم آشور يعود مرة أخرى ليحتل مصر ويغرق مدينة طيبة.
- 664 ق م إبسماتيك الأول يخلف نخاو الأول كملك لمصر السفلى.
- 664 ق م طهارقة يسلم حكم مصر العليا إلى ابن أخيه تنوت أماني.
- 660 ق م حسب الأساطير اليابانية جينمو يصبح أول إمبراطور لليابان.
- 660 ق م أول استعمال للخط ديموطيقي في مصر.
- 660 ق م إبسماتيك الأول ملك مصر السفلى ينجح في إخراج الآشوريين خارج مصر.
- 657 ق م كيبسيلوس يصبح أول طاغية على كورنثوس.
- 652 ق م بابل تثور تحت قيادة شمش شوم اوكين شقيق آشور بانيبال الثاني ضد آشور.
- 652 ق م قورش الأول يؤسس السلالة الأخيمينية في بلاد فارس.
- 649 ق م الثورة البابلية تحت قيادة شمش شوم اوكين تقمع من قبل الآشوريين.
- 648 ق م اليونانيون يسجلون أول حالة كسوف.
- 647 ق م آشوربانيبال يدمر مدينة سوسة عاصمة عيلام.
- 642 ق م أنكوس ماركيوس يستلم حكم مملكة روما.
- 641 ق م يوشيا يستلم حكم مملكة يهوذا خلفاً من والده منسى.
- 640 ق م آشور بانيبال يبني أول مكتبة في التاريخ في مدينة نينوى والتي كانت تحتوي على ملحمة جلجامش أقدم ملحمة في التاريخ.
- 640 ق م نصر ساحق للآشوريين بقيادة آشور بانيبال على عيلام وملكها يساق أسيراً إلى آشور.
- 631 ق م اليونانيون يدشنون مدينة شحات في ليبيا.
- 627 ق م وفاة آشور بانيبال الثاني وتولي آشور إيتيل إيلاني الحكم مكانه.
- 626 ق م نبوبولاسر يثور ضد آشور ويؤسس الإمبراطورية البابلية الثانية.
- 625 ق م ميديا وبابل تعلن انفصالهما عن سلطة آشور وتبدئان في توجيه أنظارهما لاحتلال نينوى.
- 623 ق م سين شار إشكون يستلم حكم آشور خلفاً لأخيهِ آشور إيتيل إيلاني.
- 622 ق م اليهود يعثرون على سفر التثنية هيكل أورشليم وهي نفس السنة التي ولد فيها النبي حزقيال.
- 619 ق م ألياتس الثاني يستلم الحكم في ليديا.
- 618 ق م نبوبولاسر ملك بابل ينجح بالإستيلاء على مدينة تكريتا.
- 616 ق م تاركوينيوس بريسكوس يتسلم حكم المملكة الرومانية.
- 614 ق م الميديون والبابليون ينجحون بالإستيلاء على مدينة آشور.
- 612 ق م الميديون والبابليون والسوسانيون ينجحون بالإستيلاء على مدينة نينوى عاصمة آشور بعد حصار دام ل3 أشهر ويقتلون ملكها سين شار إشكون.
- 612 ق م بابل تصبح أكبر مدينة في العالم بدلاً من نينوى.
- 610 ق م نخاو الثاني يستلم حكم مصر خلفاً لإبسماتيك الأول.
- 609 ق م مقتل يوشيا ملك يهوذا في معركة مجدو والتي حاول فيها إيقاف عبور جيش نخاو الثاني المصري لمساعدة الاشوريين.
- 609 ق م البابليين بقيادة نبوخذ نصر الثاني يهزمون الجيش الاشوري بقيادة آشور أوباليط الثاني ويستولون على مدينة حران وينهون آخر حكم آشوري في التاريخ.
- 609 ق م نخاو الثاني ينصب يهوآحاز ملك على يهوذا خلفاً لوالده المقتول يوشيا.
- 605 ق م معركة كركميش: الجيش البابلي بقيادة ولي العهد نبوخذ نصر الثاني يهزم المصريين بقيادة نخاو الثاني الذي يعود إلى مصر، والبابليين الكلدان يحتلون سوريا وفلسطين.
- 605 ق م نبوخذ نصر الثاني يستلم حكم الإمبراطورية البابلية الثانية رسمياً خلفاً لوالده نبوبولاسر.
- 601 ق م الميديين والسكيثيين من روسيا يحتلون الأجزاء الشمالية والشرقية من آشور.
- 600 ق م بناء مدينة كابوا.
- 600 ق م السلتيون يبنون مدينة ميديالانوم والتي تعرف بميلانو حالياً.
- 600 ق م الفينيقيون يبنون مدينة ماسيليا والتي تعرف بمارسيليا حالياً في جنوب فرنسا.
- 600 ق م نبوخذ نصر الثاني يبدأ ببناء الجنائن المعلقة.
- 600 ق م طوفان يضرب مدينة سميرنا ويدمرها.

## شخصيات مهمة من القرن 7 ق م
- حزقيا ملك يهوذا
- سنحاريب ملك آشور
- غيغس ملك ليديا
- منسى ملك يهوذا
- آسرحدون ملك آشور
- مردوخ أبلا إيدينا الثاني ملك بابلي
- نوما بومبيليوس ملك روما
- طهارقة ملك مصر
- تنوت أماني آخر ملك من السلالة خامسة والعشرين
- قورش الأول مؤسس السلالة الأخمينية
- نبوبولاسر ملك بابل
- إرميا نبي يهودي
- يوشيا ملك يهوذا
- سولون واحد من الحكماء الإغريق السبعة
- أناكسيماندر فيلسوف يوناني
- نبوخذ نصر الثاني ملك بابل
- إبسماتيك الأول ملك مصري
- نخاو الثاني ملك مصري
- صافو شاعرة يونانية